# Danh sách thành phố Guinea Xích Đạo

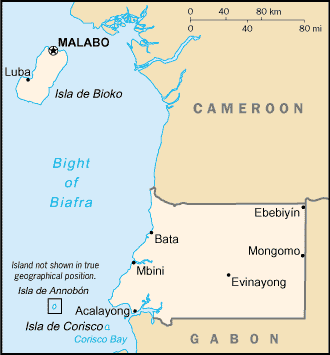
Bản đồ Guinea Xích Đạo

| Các thành phố ở Guinea Xích Đạo | Các thành phố ở Guinea Xích Đạo | Các thành phố ở Guinea Xích Đạo | Các thành phố ở Guinea Xích Đạo | Các thành phố ở Guinea Xích Đạo | Các thành phố ở Guinea Xích Đạo |
| Hạng                            | Thành phố                       | Dân số                          | Dân số                          | Dân số                          | Tỉnh                            |
| Hạng                            | Thành phố                       | 1983                            | 2001                            | ước tính 2005                   | Tỉnh                            |
| ------------------------------- | ------------------------------- | ------------------------------- | ------------------------------- | ------------------------------- | ------------------------------- |
| 1                               | Bata                            | 24.390                          | 132.235                         | 173.046                         | Litoral                         |
| 2                               | Malabo                          | 31.650                          | 132.440                         | 155.963                         | Bioko Norte                     |
| 3                               | Ebebiyín                        | 3.540                           | 19.515                          | 24.831                          | Kié-Ntem                        |
| 4                               | Aconibe                         | 1.700                           | 8.795                           | 11.192                          | Wele-Nzas                       |
| 5                               | Añisoc                          | 1.100                           | 7.586                           | 10.191                          | Wele-Nzas                       |
| 6                               | Luba                            | 2.450                           | 9.011                           | 8.655                           | Bioko Sur                       |
| 7                               | Evinayong                       | 3.170                           | 7.997                           | 8.462                           | Centro Sur                      |
| 8                               | Mongomo                         | 2.370                           | 5.791                           | 6.393                           | Wele-Nzas                       |
| 9                               | Mengomeyén                      | N/A                             | 5.294                           | 5.947                           | Wele-Nzas                       |
| 10                              | Micomeseng                      | 1.300                           | 5.327                           | 5.813                           | Kié-Ntem                        |
| 11                              | Rebola                          | N/A                             | 5.445                           | 5.450                           | Bioko Norte                     |
| 12                              | Bidjabidjan                     | N/A                             | 5.167                           | 4.998                           | Kié-Ntem                        |
| 13                              | Niefang                         | 1.200                           | 4.292                           | 4.858                           | Centro Sur                      |
| 14                              | Cogo                            | N/A                             | 3.952                           | 4.693                           | Litoral                         |
| 15                              | Nsok                            | 500                             | 3.929                           | 4.620                           | Kié-Ntem                        |
| 16                              | Palea                           | 910                             | 5.008                           | 4.433                           | Annobón                         |
| 17                              | Mbini                           | 1.229                           | 3.421                           | 4.062                           | Litoral                         |
| 18                              | Nsork                           | N/A                             | 3.355                           | 3.769                           | Wele-Nzas                       |
| 19                              | Ayene                           | N/A                             | 3.099                           | 3.482                           | Wele-Nzas                       |
| 20                              | Nkimi                           | N/A                             | 3.217                           | 3.313                           | Centro Sur                      |
| 21                              | Machinda                        | N/A                             | 2.440                           | 2.897                           | Litoral                         |
| 22                              | Acurenam                        | 1.500                           | 2.748                           | 2.736                           | Centro Sur                      |
| 23                              | Corisco                         | N/A                             | 2.140                           | 2.541                           | Litoral                         |
| 24                              | Baney                           | N/A                             | 2.363                           | 2.365                           | Bioko Norte                     |
| 25                              | Bicurga                         | N/A                             | 2.251                           | 2.318                           | Centro Sur                      |
| 26                              | Nsang                           | N/A                             | 2.194                           | 2.122                           | Kié-Ntem                        |
| 27                              | Ncue                            | N/A                             | 1.740                           | 1.683                           | Kié-Ntem                        |
| 28                              | Bitica                          | N/A                             | 1.233                           | 1.464                           | Litoral                         |
| 29                              | Rio Campo                       | N/A                             | 931                             | 1.105                           | Litoral                         |
| 30                              | Riaba                           | 200                             | 1.086                           | 1.071                           | Bioko Sur                       |

## Thành phố khác
- Acalayong
- Bolondo
- Moca
- San Antonio de Palé